# Beleg van Malmö
Het Beleg van Malmö vond plaats tussen 10 juni en 5 juli 1677, tijdens de Schoonse Oorlog. Het Deense leger onder aanvoering van koning Christiaan V van Denemarken deed een poging om de Zweedse stad Malmö te veroveren.

## Aanloop
De gefortificeerde stad Malmö was een van de weinige plaatsen in Skåne die nog niet in Deense handen was. Het werd door de Zweden dan ook veel gebruikt als uitvalbasis for diverse militaire operaties in het gebied. Wilde koning Christian V van Denemarken de oorlog winnen, dan moest hij Malmö veroveren.

## Beleg
Op 10 juni arriveerde de Deense vloot bij de stad en werd begonnen met de eerste voorbereidingen voor het beleg. Er werden loopgraven gegraven en de kanonnen werden in positie gezet, die begonnen met het bombarderen van het kasteel en de muren van de stad. Twee weken na het begin van het beleg was het bombardement op zijn hevigst. Diezelfde nacht werd een aanval uitgevoerd op de ooster- en westerpoort van de stad.
De Zweden boden hevig verzet tegen de Deense aanval en uiteindelijk werden de Denen teruggedreven naar hun kamp. Ook de aanvallen die werden uitgevoerd op de zuiderpoort werden een voor een door de verdedigers afgeslagen. Op 5 juli gaf Christiaan V het beleg op en beval zijn leger op te trekken richting Landskrona.

## Nasleep
Door het opgeven van het beleg hadden de Denen het initiatief in de oorlog verloren. Ook hadden ze hun beste aanvoerders tijdens de strijd verloren. Na de aftocht van het Deense leger zetten de Zweden de achtervolging in. Dit leidde uiteindelijk tot de slag bij Landskrona.